# Васильевское (городской округ Шаховская)
Васильевское — деревня в городском округе Шаховская Московской области России.

## Население
| 1852 | 1859 | 1926 | 2002 | 2006 | 2010 |
| ---- | ---- | ---- | ---- | ---- | ---- |
| 112  | ↗116 | ↗130 | ↘2   | ↘1   | ↘0   |

По переписи 2002 года — 2 человека, русские, в 2010 году — без населения.

## География
Расположена примерно в 14 км к северо-востоку от районного центра — посёлка городского типа Шаховская, на правом берегу реки Хмелёвки, впадающей в Колпяну (бассейн Иваньковского водохранилища). Соседние населённые пункты — деревни Елизаветино, Полежаево, Беркуново, а также Мастищево Лотошинского района.

## Исторические сведения
В середине XIX века сельцо Васильевское относилось ко 2-му стану Волоколамского уезда Московской губернии и принадлежало господам Степановым. В сельце было 14 дворов, крестьян 54 души мужского пола и 51 душа женского.
В «Списке населённых мест» 1862 года — владельческая деревня 1-го стана Волоколамского уезда Московской губернии по правую сторону Московского тракта (от границы Зубцовского уезда на город Волоколамск), в 26 верстах от уездного города, при речке Березовец, с 11 дворами и 105 жителями (54 мужчины, 51 женщина).
По данным на 1890 год деревня Васильевское входила в состав Кульпинской волости, число душ мужского пола составляло 58 человек, а в 1899 году в деревне той же волости население составляло 122 человека.
В 1913 году в деревне Васильевская 18 дворов и иконостасо-позолотное заведение.
В первые годы советской власти и до 1924 года деревня была центром Васильевского сельсовета Кульпинской волости, затем — в составе Раменской волости.
По материалам Всесоюзной переписи населения 1926 года Васильевское — деревня Мостищевского сельсовета Раменской волости Волоколамского уезда, проживало 130 человек (68 мужчин, 62 женщины), насчитывалось 23 крестьянских хозяйства.
С 1929 года — населённый пункт в составе Шаховского района Московской области.
В 1930—1939 годах деревня входила в состав Елизаветинского сельсовета, далее — в составе Белоколпского сельсовета.
1994—2006 гг. — деревня Белоколпского сельского округа Шаховского района.
2006—2015 гг. — деревня сельского поселения Раменское Шаховского района.
2015 — н. в. — деревня городского округа Шаховская Московской области.